# Implode
Implode är en svensk thrash metalgrupp som bildades 2006.
Med sin demo-cd “Memento Mori” blev Implode utsedda till “Bästa osignade bandet i Sverige” av Sveriges störa hårdrockstidning Close-Up Magazine. Bandet signades av Supernova Records/Cosmos Music Group och debutalbumet ”The hour has come” släpptes 2010 och blev väl mottagen av pressen och Implode började turnera runt om i Sverige. De släppte sedan en video "No limitations".
2013 gav bandet ut EP:n "Under a New Sun" genom Cramada. Bandet turnerade under hösten 2013 över hela Europa med band så som Rotting Christ, Twilight of the Gods, Negura Bundet och Amaranthe.
Den 9 september 2014 släppte Implode singeln och videon "Stress Communion" som debuterade på iTunes #2 och #38 på DigiListan. Kort därefter åkte Impode ut på en stor Europaturné tillsammans med legenderna Entombed AD (Entombed) och Grave. 22 spelningar i 16 länder runt om i Europa. 
Stress Communion var den första singlen från bandets andra studioalbum "I of Everything" som släpptes den 24 april 2015. Ett koncept album som delats upp i fyra olika teman (chapters) som släpps i fyra omgångar med start den 11 november 2014 då Chapter 1 ("Aeon Clockwork") släpptes. Därefter följdes de tre övriga chapters som sedan samlades på albumet "I of Everything" den 24 april.
Albumet "I of Everything" nådde stora framgångar i Sverige och letade sig upp på #2 på Sveriges Hårdrockslista samt nummer #33 på den svenska Hitlistan, som baseras på de mest sålda albumen. ()

## Medlemmar
Nuvarande medlemmar
- Henrik Axelsson	– trummor (2006– )
- Christoffer Knutsson – gitarr (2006– )
- Victor Lindqvist Moreau – gitarr (2007– )
- Johan Ejerblom – sång (2009– )
- Victor Danling – basgitarr (2012– )

Tidigare medlemmar
- Gustav Johansson – basgitarr (2006–2012)
- Jon Dehlén – gitarr (2006–2007)
- Victor Brunö – sång (2006–2009)

## Diskografi
Studioalbum
- The Hour Has Come (2011)
- I of Everything (2015)

EP
- Under a New Sun (2013)
- Aeon Clockwork - I of Everything, Chapter 1 (2014)
- Terra Pericolosa - I of Everything, Chapter II (2015)
- A Syndicate - I of Everything, Chapter III (2015)
- I Tension - I of Everything, Chapter IV (2015)
- The Anti Cimex EP (2016)

Singlar
- "No Limitations" (2011)
- "Stress Communion" (2014)